# سكاغيت فالي

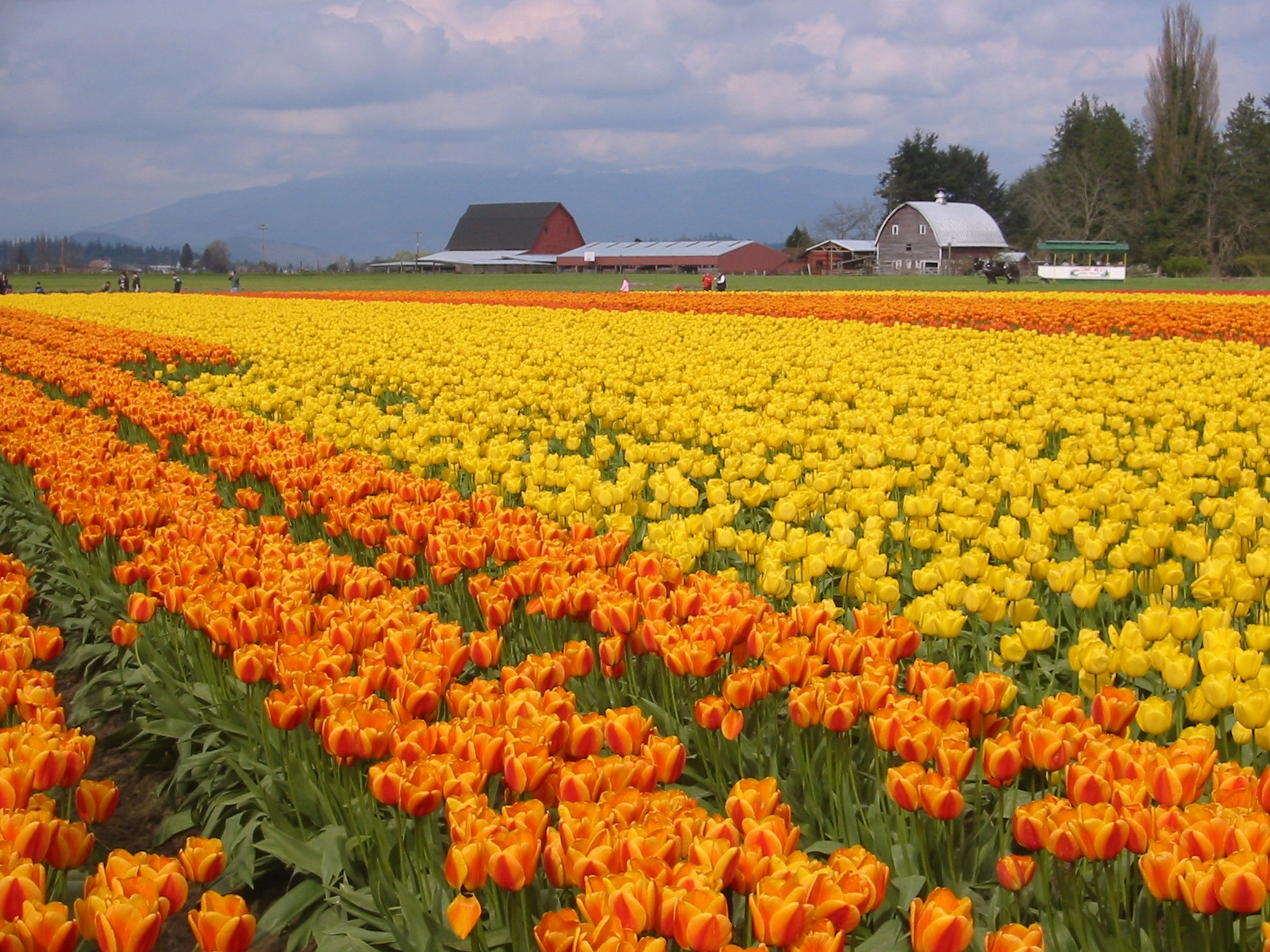
التوليب في مزرعة على دلتا نهر سكاغيت.

سكاغيت فالي هو وادي يقع في الركن الشمالي الغربي من ولاية واشنطن، الولايات المتحدة الأمريكية. وتتمثل الميزة في نهر سكاغيت، والذي توجد به الثعابين من خلال المجتمعات المحلية والتي تشمل مقر مقاطعة سكاغيت، ماونت فيرنون، وكذلك سيدرو ولي، كونسريت، ليمان هاملتون، وبيرلينجتون.